# Joseph E. Ransdell
Joseph E. Ransdell (Alexandria, 1858. október 7. – Lake Providence, 1954. július 27.) az Amerikai Egyesült Államok szenátora (Louisiana, 1913–1931).